# Benahadux
Benahadux est une commune de la province d'Almería, Andalousie, en Espagne.

## Géographie

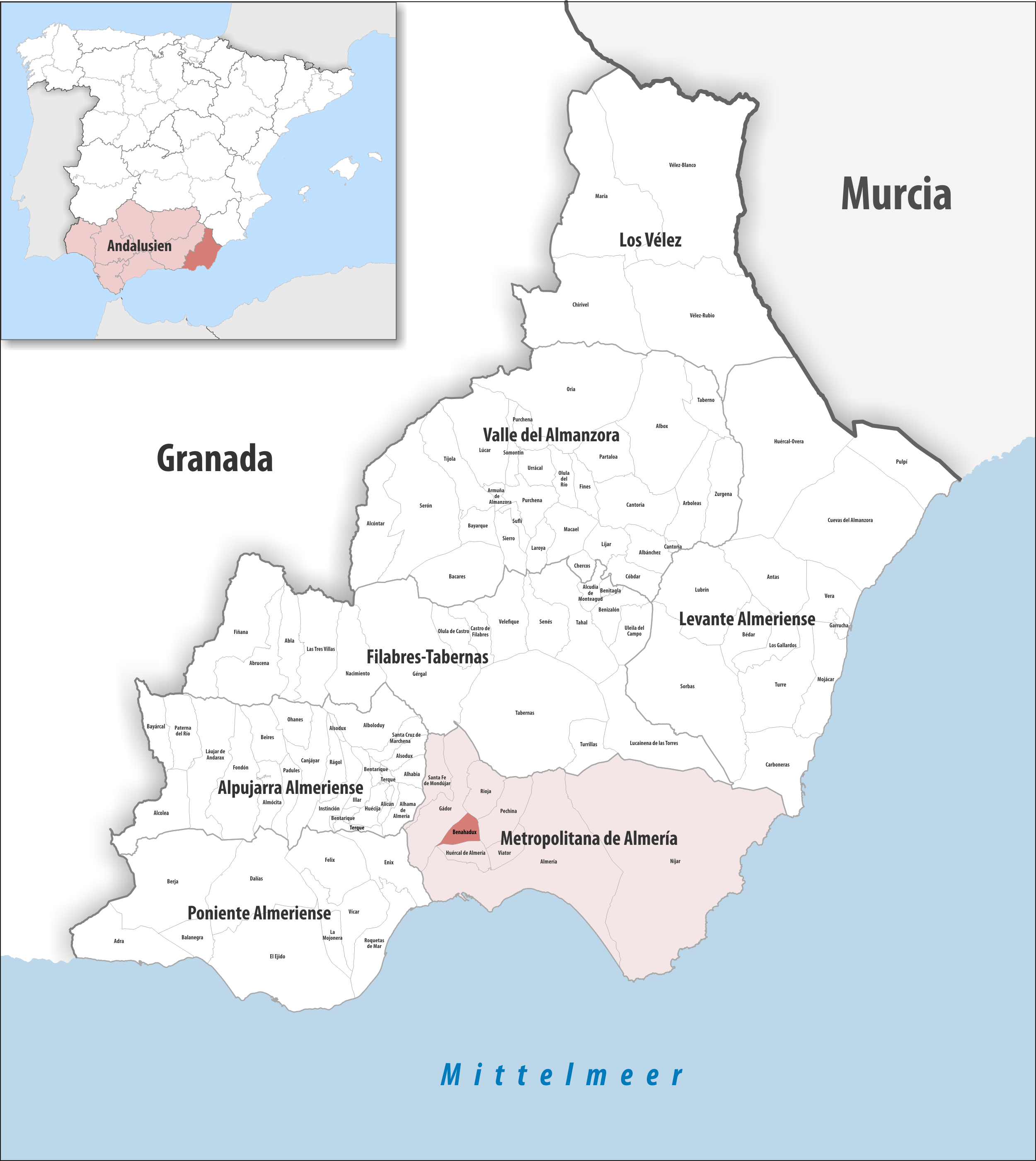
Benahadux dans la comarque d'Almería, province d'Almería / en Andalousie

### Localisation
La commune de Benahadux se trouve dans le sud de la province d'Almería et dans l'ouest de la comarque métropolitaine d'Almería.
Almería est à 11 km sud ;
Malaga à 211 km ouest ;
Madrid à 529 km nord-nord-ouest ;
Gibraltar à 349 km ouest-sud-ouest (distances par route).

### Généralités
Le fleuve Andarax marque la limite de commune avec Pechina à l'est ; il est longé par le chemin de fer Linares - Almeria.
Une petite partie de la cimenterie Holcim se trouve sur la commune au nord-ouest du bourg, quoique le plus gros de ses installations soit sur Gádor.
Les mines de soufre de El Trovador sont sur la commune.

## Histoire

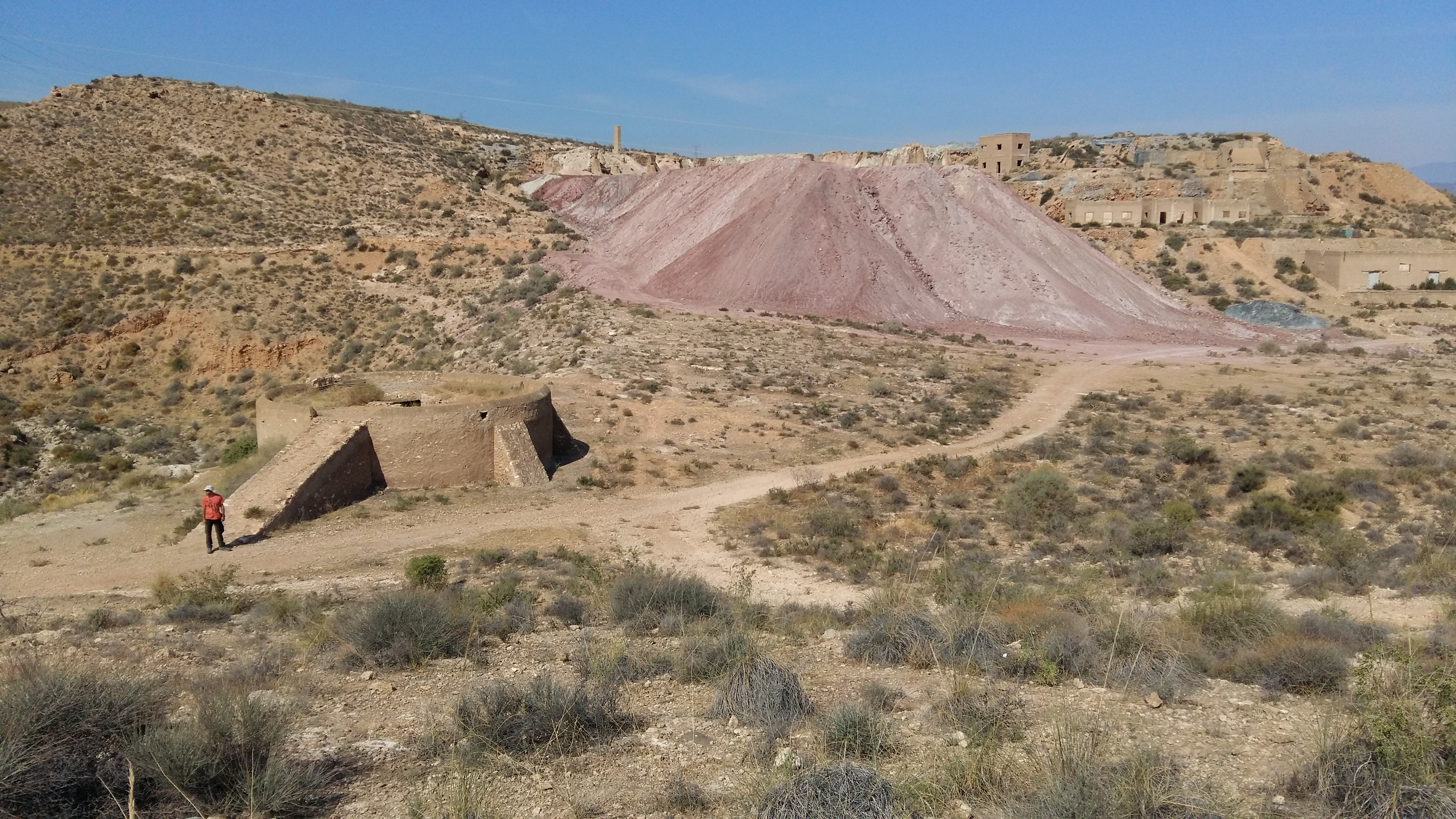
Mines de la Partala
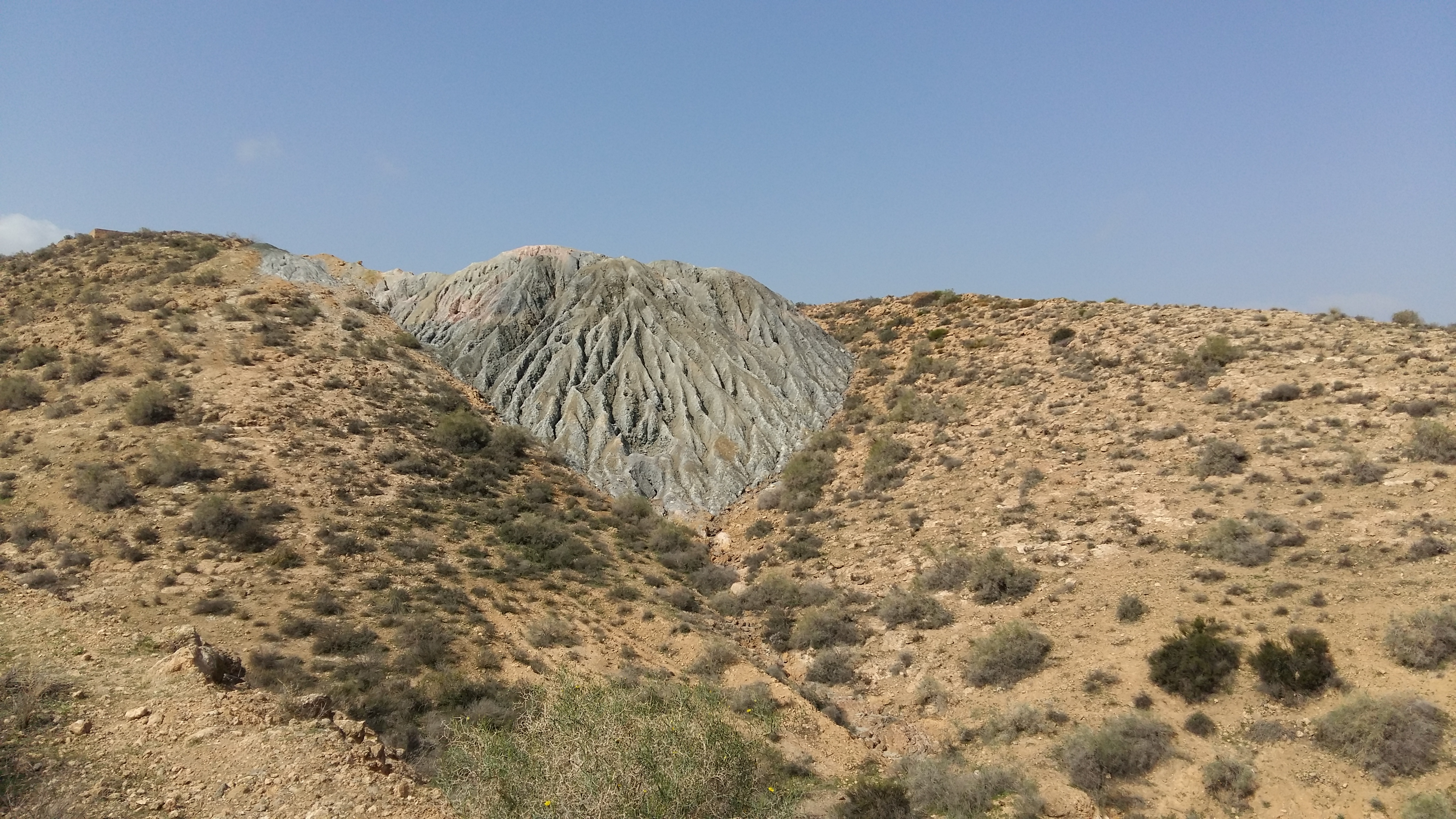
Mines de la Partala, terril
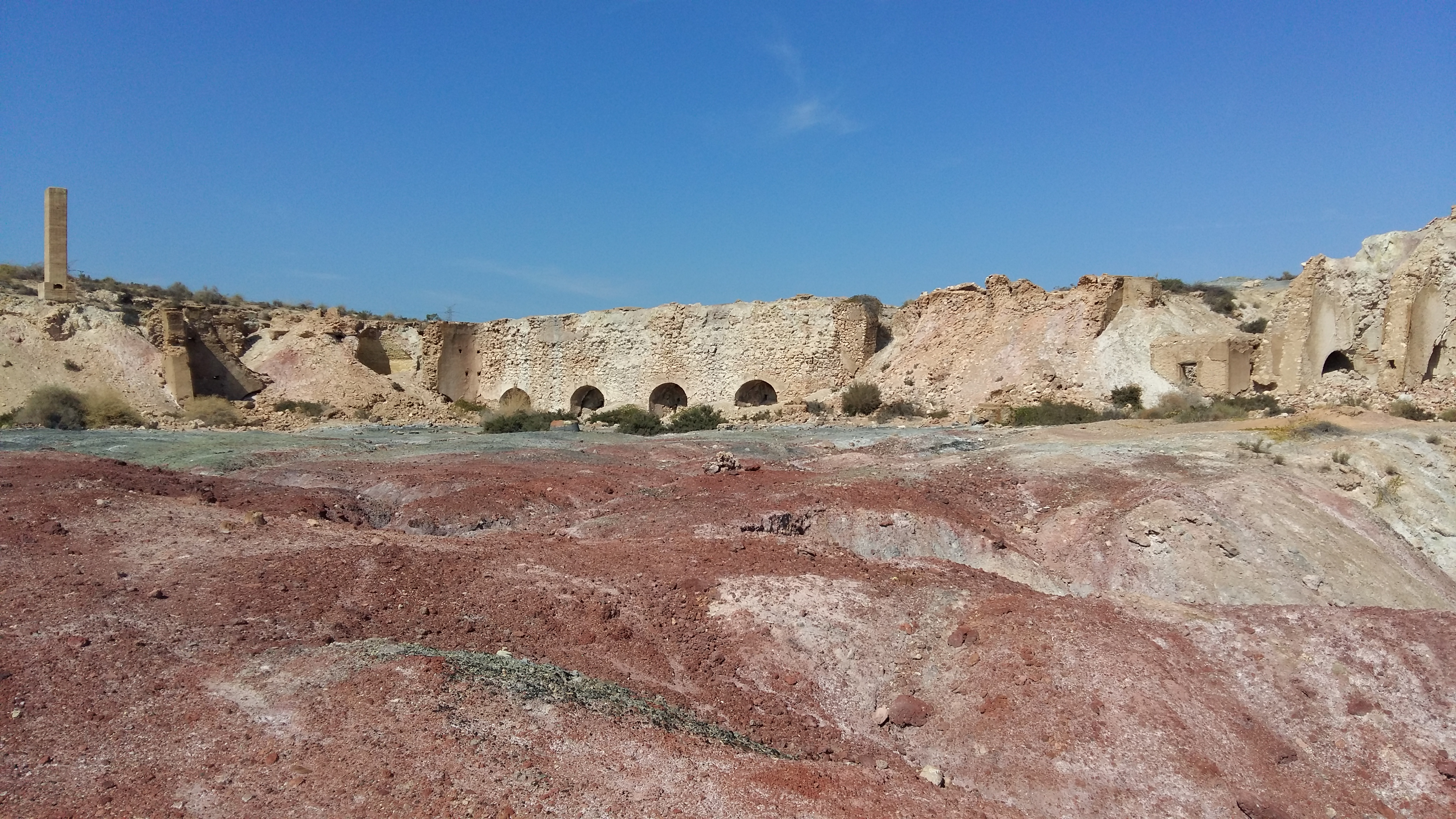
Mines de la Partala, fours

## Administration
| Période                                  | Période | Identité                           | Étiquette | Qualité |
| ---------------------------------------- | ------- | ---------------------------------- | --------- | ------- |
| 1999                                     | 2003    | Antonio José Ros CastellónParti=PP |           | Maire   |
| 2003                                     | 2016    | Juan Jiménez Tortosa               | PSOE      | Maire   |
| 2016                                     | 2019    | María del Carmen Soriano Martínez  | PSOE      | Maire   |
| 2019                                     |         | Noelia José Damián López           | PP        | Maire   |
| Les données manquantes sont à compléter. |         |                                    |           |         |